# Столешников провулок
Столешников провулок (В XVI-XVII століттях — Різдвяна вулиця, в XVIII-XIX століттях частина його - колишній Космодаміанський провулок) — провулок у Центральному адміністративному окрузі міста Москви. Проходить від Тверської площі до вулиці Петрівки, перетинає Велику Дмитрівку, прямує між Тверським проїздом та Камергерським провулком, далі переходить у вулицю Кузнецький Міст. Одна з найдорожчих торгових площ у світі.